# Tom Wesselmann
Thomas K. Wesselmann, detto Tom (Cincinnati, 23 febbraio 1931 – New York, 17 dicembre 2004), è stato un pittore, scultore e artista statunitense.

## Biografia
Tom Wesselmann nacque a Cincinnati nel 1931. Studiò all'Hiram College in Ohio dal '49 al '51. Nel '53 interruppe gli studi per il servizio militare e cominciò a disegnare come fumettista. Dopo aver studiato psicologia e arte a Cincinnati, dal 1956 a New York frequentò la Cooper Union School. Interessato alle sperimentazioni di e J. Dine, elaborò tematiche ricorrenti (nudi, paesaggi, nature morte) in un linguaggio, vicino alla poetica pop, che abbina spesso oggetti reali a un illusionismo pittorico, trattato con piatte superfici cromatiche. Morì a New York nel 2004.
Egli crea opere in cui collages e inserimenti di oggetti comuni coesistono con la pittura come nella serie dei Great American nude. La sua prima mostra personale si tenne nel 1962 alla Green Gallery di New York grazie a Richard Bellamy e in Europa fu nel 1967 alla Ileana Sonnabend Gallery a Parigi. La serie delle bocche (Smokers) venne dipinta durante gli anni settanta traendo spunto dalla sua modella e amica Peggy Sarno che fumava durante una pausa.
Un'opera molto significativa di questo periodo è Bathtube#3 del '63 in cui la sagoma di una donna nuda e bianca si asciuga nella sua doccia. Sono reali la tendina rossa di fianco alla donna, il tappetino, la porta bianca e il cestino. Il gioco dei colori puri è sofisticato e sembra quello di un quadro astratto [...] Non è un dipinto, ma non è neanche un ambiente: tutto è piatto, pulito. brillante, non c'è prospettiva e tutto quello che non è oggetto sembra carta da parati. Anche la serie dei Still Life ci mostra l'interesse di Wesselmann per gli oggetti quotidiani. Nell'opera Still Life#30, sempre del 1963, abbiamo un insieme di oggetti veri, stampe e superfici pitturate a larghe campiture: olio, smalto, vernice ai polimeri sintetici su tavola, con collage di pubblicità stampate, fiori di plastica, porta di frigorifero, repliche di plastica di bottiglie di 7-Up, una riproduzione a colori incorniciata e metallo punzonato. L'opera misura 122x167,5x10 cm. (New York, Museum of Modern Art) 
Dice Antonella Iozzo su arte.go: "Campiture piatte, tonalità vivide e decise, per una pittura d’impatto, dove l’effetto voluttuoso, delle labbra carnose o dei corpi sensuali, persistono nella memoria. Nature morte e interni eternamente sospesi tra la tecnica fumettistica e i tratti da Renoir. In Wesselmann ci sono l’eleganza di Modigliani, il rigore geometrico di Mondrian e le cromie di Matisse. Nella spazialità, studiatissima, dove nulla è lasciato al caso, i nudi esaltano la composizione, senza alterarla, in un gioco enigmatico con gli altri elementi del quadro, che attenuano la loro valenza erotica. Il rapporto con lo spazio, studiato e calcolato, è evidente nella serie Bed paintings dove la forma dell’oggetto determina la sagoma della tela".
Negli anni '80 comincia a sagomare le tele secondo le linee del soggetto principale, oppure ad usare metalli (alluminio o acciaio) tagliati al laser e smaltati come nella serie Bedroom paintings sempre con soggetti di nudo mentre negli anni 2000 si volge a sperimentazioni astratte.

## Citazioni
È celebre una scena del film Il mistero di Bellavista, in cui si analizza una sua opera.